# Fredrik Arp
Knut Fredrik Jochum Arp, född 29 maj 1953 i Köping, tidigare verkställande direktör för PLM AB, Trelleborg AB och Volvo Personvagnar AB.

## Biografi
Arp är civilekonom med examen från Lunds universitet 1977. Yrkeskarriären inledde han vid Tarkett France och Swedish Match innan han kom till Trelleborg AB 1985-1988. Därefter verkade han först ett år som VD för Boliden Kemira AB och därefter i sju år som chef för Trelleborgs Industrier. År 1996 utsågs Arp till verkställande direktör för PLM AB, idag införlivat i Rexam. År 1999 gick han tillbaka till Trelleborg AB och blev då verkställande direktör och koncernchef. 
År 2005 blev Arp ny verkställande direktör för Volvo personvagnar varifrån han avgick i oktober 2008. Han tillträdde som styrelseordförande i den brittisk-franska koncernen Qioptiq 14 januari 2010, som styrelseledamot i det i Sverige börsnoterade företaget Nolato 2009 och är dess styrelseordförande.
Arp blev 2006 hedersdoktor vid Lunds universitets ekonomihögskola. Han invaldes 2007 som ledamot av Ingenjörsvetenskapsakademien.